# 本巣市立根尾学園
本巣市立根尾学園（もとすしりつ ねおがくえん）は、岐阜県本巣市にある公立の義務教育学校。

## 概要
- 岐阜県で4番目、本巣市で最初の義務教育学校として2022年（令和4年）4月1日に開校。
- 敷地は旧本巣市立根尾中学校の敷地であり、建物は改修した旧根尾中学校の校舎、体育館。及び新たに増築した校舎である。
- 初等部（1 - 4年生）、中等部（5・6年生）、高等部（7 - 9年生）としている。特別支援学級は前期課程（1 - 6年生）、後期課程（7 - 9年生）としている。また、全学年での教科担任制を導入している[1]。
- 全校縦割りチームが導入されている。児童生徒は3つのチームのいずれかに所属、異学年のメンバーで掃除や活動などを通じて様々な交流を行う[1]。
- 根尾学園独自の教科として「かがやき科」「ふるさと科」がある[1][2]。

## 就学区域
- 根尾宇津志、根尾平野、根尾高尾、根尾水鳥、根尾板所、根尾樽見、根尾市場、根尾神所、根尾中、根尾越卒、根尾門脇、根尾長嶺、根尾大井、根尾天神堂、根尾長島、根尾能郷、根尾黒津、根尾越波、根尾大河原、根尾東板屋、根尾西板屋、根尾小鹿、根尾松田、根尾下大須、根尾上大須、根尾口谷、根尾奥谷[3]
- 本巣市は学校選択制を導入しており、就学区域外の本巣市内在住者でも、1年生の入学時および転入時においてのみ根尾学園を選択することが可能（中学校の1年生は根尾学園の7年生に該当）[3][4]。

## 沿革
- 2022年（令和4年）
  - 4月1日 - 根尾小学校と根尾中学校を統合し、義務教育学校の本巣市立根尾学園として開校。
  - 4月7日 - 開校式及び入学式が行われる。開校時の在籍数は43人[2]。

## 交通アクセス
- 樽見鉄道樽見駅下車、徒歩約20分